# 34 Pułk Pancerny (USA)
34 pułk pancerny (ang. 34th Armor Regiment) – pułk pancerny armii Stanów Zjednoczonych utworzony w 1941 roku, obecnie z jednym aktywnym batalionem w ramach systemu pułków armii amerykańskiej bez dowództwa pułku. Jest organicznym oddziałem 1 Pancernej Brygadowej Grupy Bojowej 1 Dywizji Piechoty.

## Historia

### 1 batalion
1 batalion 34 pułku pancernego „Centurions” (1-34 AR) został utworzony w armii regularnej 28 sierpnia 1941 r. jako kompania „A” 34 pułku pancernego. Jednostka została aktywowana 1 października 1941 roku w Fort Knox w stanie Kentucky, jako element 5 Dywizji Pancernej. Podczas II wojny światowej batalion przed wysłaniem do Europy został zwolniony z 5 Dywizji Pancernej, zreorganizowany i przemianowany na 772 batalion czołgów. Po przybyciu do Le Havre we Francji w lutym 1945 r. brał udział w kampaniach w Nadrenii i Europie Środkowej. W tym samym czasie 2 batalion został zreformowany i przekształcony w nowy 34 pułk pancerny, a 3 batalion stał się 10 pułkiem pancernym.
W marcu 1945 roku 772 batalion został dołączony do 44 Dywizji Piechoty kilka dni przed przekroczeniem Renu na południe od Wormacji w Niemczech i poprowadził atak Dywizji, która zajęła centrum przemysłowe i transportowe Mannheim. Pomiędzy 29 marca 1945 a 30 kwietnia 1945 batalion szybko przemieszczał się przez Niemcy, niszcząc wszelki napotkany opór. Ukoronowaniem misji bojowej batalionu była kapitulacja 19 Armii niemieckiej. Pod koniec wojny 772 batalion czołgów zatrzymał się w pobliżu miasta Tarrenz w Austrii i rozpoczął obowiązki okupacyjne trwające do 26 czerwca 1945 r.
Po zakończeniu II wojny światowej batalion został dezaktywowany 14 listopada 1945 r. w Camp Shelby w pobliżu miasta Hattiesburg w stanie Missisipi. 16 stycznia 1947 roku został przemianowany na kompanię „A” 306 batalionu pancernego. Przydzielony do Szóstej Armii batalion został aktywowany 25 czerwca 1947 w Seattle w stanie Waszyngton, gdzie jednostka pozostała do 1965 roku. W maju 1949 roku kompania „A” została zreorganizowana i przemianowana na kompanię „A” 306 batalionu czołgów ciężkich, po czym została ponownie dezaktywowana 15 września 1950 roku, a 20 lutego 1952 została całkowicie rozwiązana.
W marcu 1957 roku jednostka została odtworzona i przemianowana na kompanię „A” 34 pułku pancernego, wycofana z Armii Rezerwowej i ponownie przydzielona do Armii Regularnej. W kwietniu tego samego roku jednostka została przemianowana na dowództwo i kompanię dowodzenia (HHC) 1 batalionu czołgów średnich 34 pułku pancernego, jednocześnie przydzielona do 4 Dywizji Piechoty i reaktywowana w Fort Lewis w stanie Waszyngton.
1 października 1963 ponownie zreorganizowana i przemianowana na 1 batalion 34 pułku pancernego i ponownie dezaktywowana 14 października 1965 w Fort Lewis w stanie Waszyngton, po czym została zwolniona z przydziału do 4 Dywizji Piechoty.
1 batalion 34 pułku pancernego został reaktywowany w Fort Riley w stanie Kansas 1 sierpnia 1979 roku i przydzielony do 1 Dywizji Piechoty „Big Red One”. W latach 1980–1990 batalion „Centurion” brał udział w licznych ćwiczeniach terenowych, w tym 4 ćwiczeniach „Reforger” (return of forces to Germany) w Niemczech i 4 zgrupowaniach w Narodowym Centrum Szkoleniowym w Kalifornii (Fort Irwin National Training Center). W grudniu 1990 batalion został wysłany do operacji Desert Shield w Arabii Saudyjskiej. Podczas operacji Pustynna Burza batalion pełnił rolę brygadowego oddziału szturmowego przy przełamaniu obrony irackiej, prowadził 1 Brygadę w nocnym ataku na dywizję Gwardii Republikańskiej i był pierwszą jednostką „Devil Brigade”, która wkroczyła do Kuwejtu.
W 2003 roku batalion został rozmieszczony w Kuwejcie w celu wsparcia operacji Iraqi Freedom i był pierwszą jednostką z 1 Brygady 1 Dywizji Piechoty, która weszła na ten teatr działań. 7 września 2003 roku oddział specjalny 1-34 AR został przydzielony do Wielonarodowej Dywizji Centralnej w składzie Wielonarodowych Sił w Iraku. Elementy 1-34 AR służyły w Al-Habbanijja i Ramadi w prowincji Al Anbar pod dowództwem 82 Dywizji Powietrznodesantowej i 1 Dywizji Piechoty Morskiej. Misje grupy zadaniowej obejmowały takie zadania, jak odbudowa szkół, pomoc w budowaniu lokalnej struktury politycznej i jednocześnie walka z wrogiem.
Batalion powrócił z Iraku w 2004 roku.
Latem 2009 roku 1 batalion 34 pułku pancernego został dezaktywowany, a jego personel przemianowano na 4 szwadron 4 pułku kawalerii w ramach transformacji 1 Brygadowej Grupy Bojowej 1 Dywizji Piechoty w modułową strukturę sił armii amerykańskiej. W październiku 2015 roku 4 szwadron został dezaktywowany.

### 2 batalion

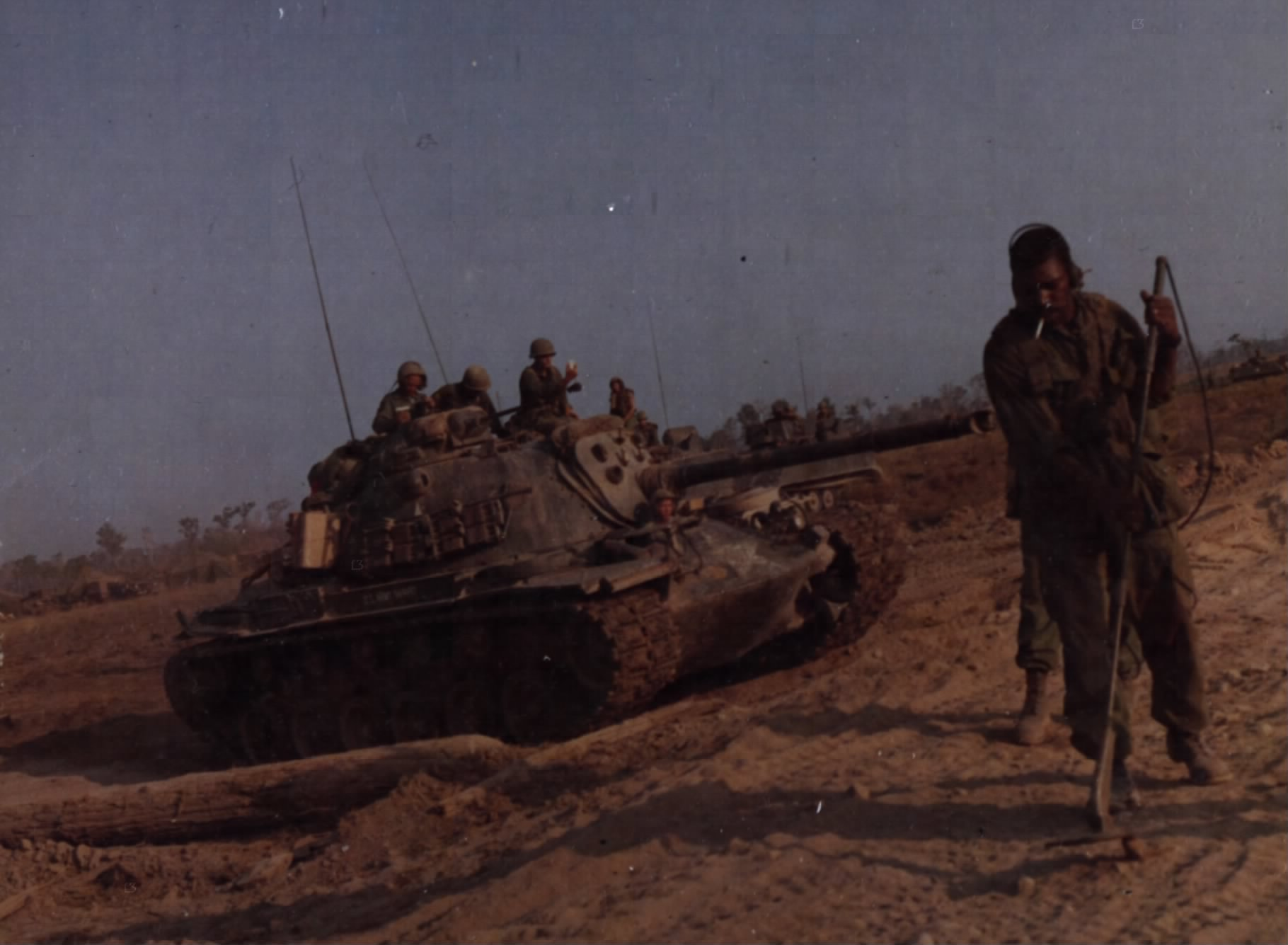
Żołnierze z kompanii „C”, 2-34 AR rozminowują drogę, 19 marca 1967

2 batalion 34 pułku pancernego „Dreadnaughts” (2-34 AR) po raz pierwszy utworzono 1 października 1941 jako kompanię „B” 34 pułku pancernego w Fort Knox w stanie Kentucky, będącą elementem 5 Dywizji Pancernej.
Po przystąpieniu Stanów Zjednoczonych do II wojny światowej 5 Dywizja Pancerna przeniosła się do Camp Cooke w Kalifornii, w celu obrony zachodniego wybrzeża przed możliwą inwazją Japończyków. Kiedy inwazja nie doszła do skutku, Dywizja przeniosła się do Camp Irwin na pustyni Mojave, tam szkoliłą się w operacjach pustynnych i przygotowywała się do ewentualnego rozmieszczenia w Afryce Północnej i walki z Afrika Korps feldmarszałka Rommla.
W 1942 roku, po kilku miesiącach szkolenia, 5 Dywizja Pancerna przeniosła się do McMinnville w stanie Tennessee i rozpoczęła szkolenie na przeprawach rzecznych w ramach przygotowań do europejskiej misji bojowej. W lipcu 1943 Dywizja przeniosła się do Pine Camp (dzisiejszy Fort Drum) w stanie Nowy Jork w celu przygotowań do przerzutu za ocean.
Po powrocie do USA 772 batalion czołgów, w tym kompania „B”, został dezaktywowany w Camp Shelby w stanie Mississippi 14 listopada 1945, a 16 stycznia 1947 został wycofany z Armii Regularnej, przemianowany na 306 batalion czołgów i przydzielony do United States Army Reserve. Jego dowództwo i kompania dowodzenia (HHC) zostały aktywowane 5 lutego 1947 w Seattle w stanie Waszyngton, a pozostała część batalionu, w tym kompania „B”, została aktywowana 25 czerwca 1947. Jednostka ostatecznie przeniosła się do Fort Ord w Kalifornii, stając się częścią 6 Armii. US Army Reserve zostały przemianowane 25 marca 1948 na Organized Reserve Corps (ORC), do którego jednostka została przydzielona. 306 batalion czołgów został zreorganizowany i przemianowany na 306 batalion czołgów ciężkich, który został dezaktywowany 15 września 1950 roku w Seattle w stanie Waszyngton i całkowicie rozwiązany 20 lutego 1952 roku. Korpus Rezerwowy został przemianowany 9 lipca 1952 roku na Army Reserve.
306 batalion czołgów ciężkich został odtworzony 27 marca 1957 r. w Armii Regularnej. Jednostka została zreorganizowana i skonsolidowana z 34 batalionem czołgów, 10 batalionem czołgów, kompanią „D” 85 batalionu rozpoznawczego i kompaniami remontowymi 34 pułku pancernego, stając się 34 pułkiem pancernym - macierzystym pułkiem w ramach Combat Arms Regimental System. Kompania „B” 306 batalionu czołgów ciężkich, została odtworzona w Armii Regularnej jako kompania „B” 34 pułku pancernego, którą 1 października 1963 przemianowano na dowództwo i kompanię dowodzenia (HHC) 2 batalionu 34 pułku pancernego i razem z resztą batalionu aktywowano w Fort Irwin w Kalifornii, i po raz kolejny batalion przydzielony został do 4 Dywizji Piechoty.
3 sierpnia 1966 batalion w trybie alarmowym został przemieszczony do Republiki Wietnamu Południowego. Po przybyciu ze swoimi czołgami M48A3 Patton do Vung Tau 10 września 1966 roku, batalion rozpoczął ograniczone operacje ze 173 Brygadą Powietrznodesantową i 1 Dywizją Piechoty. Kwatera główna batalionu znajdowała się na południowy wschód od Long Bình przy drodze krajowej 1A. W październiku 1966 kompania „B” została dołączona do 1 szwadronu 4 pułku kawalerii 1 Dywizji Piechoty w bazie Phu Loi, gdzie pozostała do inwazji na Kambodżę w 1970 roku. Kompania „A” została przeniesiona do 25 Dywizji Piechoty w Cu Chi. Kompania „C” została wysłana na północ do Strefy Taktycznej I Korpusu. Kompanie „A” i „C” brały udział w licznych operacjach na obszarze III Korpusu, pozostając jednocześnie blisko kwatery głównej batalionu w Long Bình. W 1967 batalion zaczął brać udział w większych połączonych operacjach zbrojnych. W czasie Operacji Junction City, która rozpoczęła się na początku marca 1967 roku 2-34 AR prowadził działania poszukiwania i niszczenia w ramach 3 Brygady 4 Dywizji Piechoty. 21 marca 1967 batalion wyróżnił się w walce w pobliżu wsi Suoi Tre. Baza wsparcia ogniowego „Gold” założona 2 dni wcześniej, została zaatakowana przez składający się z ponad 1100 żołnierzy 272 pułk sił głównych Vietcongu. W 4-godzinnej bitwie „Dreadnaughts” odnieśli zwycięstwo, za które otrzymali po raz drugi odznaczenie Presidential Unit Citation. Kompania „C” pozostała w batalionie do końca 1967 roku.

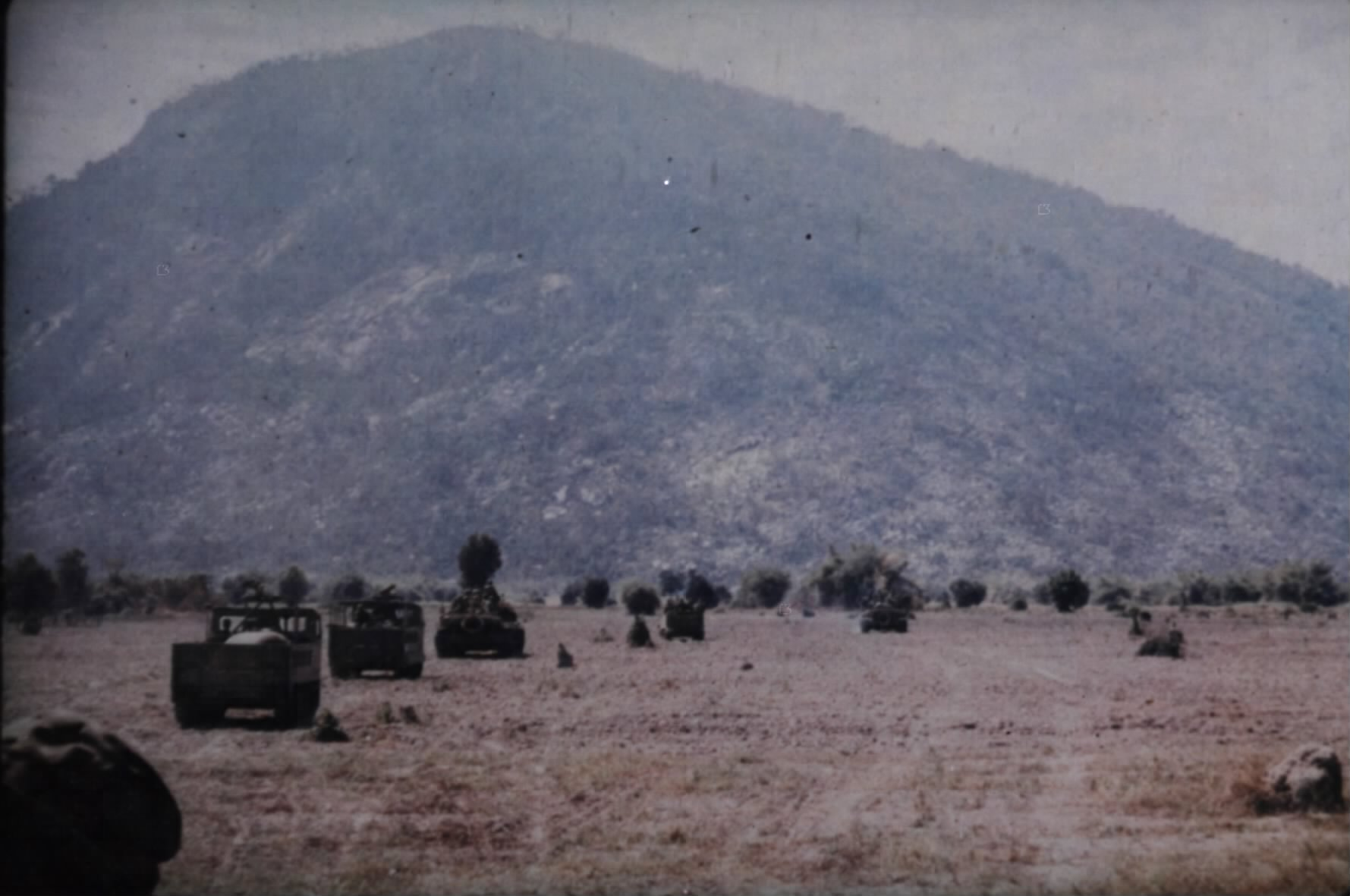
Pojazdy transportowe M548 i czołgi M48 z HHC 2-34 AR 25 ID, u podstawy góry Nui Ba Den, luty 1970

W maju 1970 roku oddziały amerykańskie zajęły Kambodżę, próbując zniszczyć komunistyczne linie zaopatrzenia i zakończyć wojnę. Kompanie „A”, „B” i „D” brały udział w ramach Task Force Shoemaker 1 Dywizji Kawalerii. Kompania „A” była pierwszą amerykańską jednostką lądową w Kambodży. Za swoje działania w obszarze znanym jako „Fishhook” 2 batalion 34 pułku pancernego otrzymał swoje pierwsze wyróżnienie -   Valorous Unit Award. Kompania „D” została dezaktywowana po II wojnie światowej, ale reaktywowano ją w Wietnamie do wzmocnienia obsady etatowej batalionu. Kompania „D” była kompanią personelu pomocniczego z medykami, kucharzami, mechanikami i innymi żołnierzami wsparcia. W grudniu 1970 batalion powrócił do Stanów Zjednoczonych i został przydzielony z powrotem do 4 Dywizji Piechoty stacjonującej w Fort Carson w Kolorado.
Po wymianie przestarzałych czołgów M48A3 na nowoczesne M60, batalion brał udział w licznych ćwiczeniach „Reforger” (return of forces to Germany) w Niemczech, zgrupowaniach w Narodowym Centrum Szkoleniowym w Kalifornii (Fort Irwin National Training Center) i okazjonalnych misjach pomocy humanitarnej w ramach 3 Brygady 4 Dywizji Piechoty, w składzie której batalion pozostał do 16 sierpnia 1987 roku, kiedy został przydzielony do 1 Brygady 1 Dywizji Piechoty w Fort Riley w stanie Kansas. Przez następne 3 lata batalion kontynuował szkolenie bojowe, a jego czołgi M60A3 zostały zastąpione przez IPM1 (Improved Performance M1) w 1989 roku.
1 stycznia 1991 batalion został rozmieszczony w Azji Południowo-Zachodniej w celu wsparcia operacji Desert Shield. Po zajęciu miejsc taktycznego przygotowania do walki, kompanie „A” i „D” zostały przydzielone do 5 batalionu 16 pułku piechoty, a kompania dowodzenia (HHC) i kompanie „B” i „C” pozostały w składzie 2 batalionu 34 pułku pancernego.
Od 24 do 28 lutego 1991 roku 2 batalion brał udział w operacji Desert Sabre. Zorganizowany jako zrównoważona grupa zadaniowa, przełamał iracką obronę graniczną i utorował drogę VII Korpusowi i 1 Dywizji Pancernej Wielkiej Brytanii do wkroczenia do Iraku. W nocy z 26 na 27 lutego 1991 grupa zadaniowa zaatakowała i zniszczyła 2 wzmocnione bataliony dywizji Gwardii Republikańskiej bez strat własnych. Po wejściu w życie zawieszenia broni Task Force 2-34 AR działał jako część sił straży generała Schwartzkopfa w Safwan w Iraku. Batalion powrócił do Fort Riley 8 maja 1991 roku. Za swoje działania podczas operacji Pustynna Burza batalion otrzymał po raz drugi Valorous Unit Award.
W lutym 2005 batalion rozmieszczony został w Kuwejcie w ramach operacji Iraqi Freedom III gdzie rozpoczął 420-milowy taktyczny marsz drogą lądową do obszaru odpowiedzialności na północ od Bakuby w Iraku, w wysuniętej bazie operacyjnej „Gabe”. Przez rok batalion prowadził działania na obszarze odpowiedzialności równym wielkości Rhode Island i tworzył warunki do 2 historycznych wyborów: referendum konstytucyjnego i wyborów parlamentarnych. W styczniu 2006 roku batalion powrócił do Fort Riley.

### 3 batalion
3 batalion 34 pułku pancernego (3-34 AR) na początku 1945 roku został przekształcony w 10 pułk pancerny.

### 4 batalion
4 batalion 34 pułku pancernego (4-34 AR) w składzie 1 Pancernej Brygadowej Grupy Bojowej 3 Dywizji Pancernej pomiędzy 4 stycznia a 20 maja 1991 brał udział w Operacji Pustynna Burza, za którą otrzymał Valorous Unit Award. Batalion dezaktywowany.

## Udział w kampaniach
II wojna światowa
- Normandia
- północna Francja
- Nadrenia
- Ardeny-Alzacja
- Europa Środkowa

Wietnam
- Kontrofensywa faza II
- Kontrofensywa faza III
- Kontrofensywa Tết
- Kontrofensywa faza IV
- Kontrofensywa faza V
- Kontrofensywa faza VI
- Tết 69/Kontrofensywa
- lato-jesień 1969
- zima-wiosna 1970
- Kontrofensywa Sanktuarium
- Kontrofensywa faza VII

Azja Południowo-Zachodnia
- Obrona Arabii Saudyjskiej
- Wyzwolenie i Obrona Kuwejtu
- Zawieszenie ognia południowo-zachodnia Azja
- Operacja Iraqi Freedom prowadzona z wysuniętej bazy operacyjnej (Forward operating base(inne języki)) Gabe, Bakuba 2005-2006[8]

## Udział w operacjach
- Operacja Cedar Falls - 1967
- Bitwa pod Suoi Tre / FSB Gold - 1967
- Operacja Yellowstone / Bitwa pod Prek Klok - 1968
- Bitwa pod La Chu - 1968
- Operacja Wilderness - 1968
- Operacja Quyet Thang - 1968
- Operacja Saratoga - 1968
- Operacja Carentan II - 1968
- Operacja Toan Thang - Prowincja Hậu Nghĩa - 1968
- Thunder Road - 1969
- Operacja Cliff Dweller IV - 1970
- Operacja Toan Thang 44 - Kambodża (Task Force Shoemaker) - 1970
- Operacja Desert Shield 1991
- Operacja Desert Saber - luty 1991
- Operacja Iraqi Freedom - 2005[8]

## Odznaczenia[8]
| Odznaczenie                | Wstęga (streamer)  | Haft na wstędze                                           | Uwagi                                                           |
| -------------------------- | ------------------ | --------------------------------------------------------- | --------------------------------------------------------------- |
| Presidential Unit Citation |                    | ROER RIVER DAMS                                           | 1947                                                            |
| Presidential Unit Citation | SUOI TRE, VIETNAM  | za akcję 21 marca 1967                                    |                                                                 |
| Valorous Unit Award        |                    | FISH HOOK                                                 | za okres 1 maja - 29 czerwca 1970                               |
| Valorous Unit Award        | IRAQ               | za akcję 24 lutego 1991                                   |                                                                 |
| Valorous Unit Award        | QUANG TRI PROVINCE | kompania „C” za okres 22 kwietnia 1967 - 20 sierpnia 1967 |                                                                 |
| Krzyż Wojenny              |                    | LUXEMBOURG                                                | 1951                                                            |
| Krzyż Waleczności          |                    | VIETNAM 1966-67                                           | za okres październik 1966 - 1 sierpnia 1967                     |
| Krzyż Waleczności          | VIETNAM 1967-68    | za okres 1 sierpnia 1967 - sierpień 68                    |                                                                 |
| Krzyż Waleczności          | VIETNAM            | kompania „B” za okres 12 lipca 1965 - październik 1968    |                                                                 |
| Krzyż Waleczności          | VIETNAM            | za okres 1 września 1968 - 30 września 1970               |                                                                 |
| Krzyż Waleczności          | VIETNAM            | za okres 15 lutego - 30 września 1970                     |                                                                 |
| Krzyż Waleczności          | VIETNAM            | 1 września 1968 - 14 maja 1969                            |                                                                 |
| Civil Actions Medal        |                    | VIETNAM 1969-70                                           | HHC i kompania „A” za okres 19 września 1967 - 21 stycznia 1970 |
| Civil Actions Medal        | VIETNAM 1969-70    | za okres 31 stycznia 1969 - 7 kwietnia 1970               |                                                                 |
| Civil Actions Medal        | VIETNAM            | kompania „D” za okres 15 stycznia 1968 - 21 stycznia 1970 |                                                                 |

## Struktura organizacyjna
Skład 2-34 Combined Arms Battalion 2022
- HHC „Hoplites”
- kompania A „Orphans”
- kompania B „Bulldogs”
- kompania C „Fighting Aces”
- kompania D „Demons”
- kompania F dołączona z 101 BSB